# Туранская низменность
Тура́нская ни́зменность (Туранская равнина) (каз. Тұран ойпаты, туркм. Turan pesligi, узб. Turon tekisligi / Турон текислиги) — равнинная часть Средней Азии и Южного Казахстана.

## Общая информация
Туранская низменность расположена на территории Казахстана, Узбекистана и Туркменистана. Длина равнины около двух тысяч километров. Тургайской ложбиной Туранская низменность соединяется с Западно-Сибирской низменностью. В пределах Казахстана Сырдарья делит Туранскую низменность на две части: северную и южную. Устюрт и другие плато с обособленными горами чередуются с относительными низменностями; отдельные впадины расположены ниже уровня моря (например, Карагие, −132 м). Бо́льшая часть низменности занята пустынями Каракумы, Кызылкум, Муюнкум и другими; высоты в этом месте составляют до 922 м.
Климат равнины резко континентальный, пустынный. В южной части — субтропический. Преобладает полынно-солянковая, псаммофитная и эфемеровая пустынная растительность. Типы почв: серо-бурые, малокарбонатные, карбонатные; светлые и обыкновенные серозёмы.
В северной половине характерны глинистые, песчаные, каменистые пустыни, местами солончаки и такыры; в южной половине — лёссово-глинистые, песчаные, каменистые, такыры, участки солончаковых пустынь.
Развито земледелие при искусственном орошении; также низменность используется под пастбища. Найдены месторождения нефти и газа (Мангышлакский нефтегазоносный район).
Туранская равнина сформировалась на плите эпипалеозойской платформы. В её фундаменте преобладают герцинские структуры, среди них имеются добайкальские и байкальские массивы. Между западной частью Казахского мелкосопочника и структурами Северного Тянь-Шаня находятся погребённые каледонские породы. Туранская плита делится на две — Северо-Туранскую и Южно-Туранскую, которые относят к разным складчатым поясам: Урало-Тянь-Шаньскому и Средиземноморскому. Выходы пород фундамента плиты на поверхность очень ограничены по территории.
В плиоцене и плейстоцене территория современной Туранской низменности была дном огромного Туранского моря, которое в отдельные периоды соединялось с Западно-Сибирским, Чёрным и Северодвинским морями. Разделение Туранского моря на современные Каспийское и Аральское моря произошло ~ 2—3 тысячи лет назад.

## Границы
- на севере — Тургайское плато
- на северо-востоке — Казахский мелкосопочник
- на востоке — отделена от пустынь Балхаш-Алакольского бассейна приподнятой восточной окраиной пустыни Бетпак-Дала и Чу-Илийскими горами
- на юго-востоке — горы Тянь-Шаня и Памиро-Алая
- на юге — Копетдаг и предгорья Паропамиза
- на западе — восточный берег Каспийского моря
- на северо-западе — юные отроги и восточное подножие Мугоджар